# Île de Dassen
L'île de Dassen est une île d'Afrique du Sud située dans l'océan Atlantique.
L'île est une réserve naturelle provinciale qui est reconnue site Ramsar depuis le 29 mars 2019.

## Webographie
- (en) Avian Demography Unit : Dassen Island par Les Underhill